# William Finn
William Alan Finn (Boston, 28 febbraio 1952 – Bennington, 7 aprile 2025) è stato un compositore, paroliere e librettista statunitense.

## Biografia
Autore dei musical Falsettos (1992), A New Brain (1998), Elegies: A Song Cycle (2003) e The 25th Annual Putnam County Spelling Bee, per il suo lavoro nel teatro musicale di Broadway vinse due Tony Award nel 1992, per la migliore colonna sonora e per il miglior libretto di un musical per il musical Falsettos.